# Ernest Monis
Antoine Emmanuel Ernest Monis (23. května 1846, Châteauneuf-sur-Charente – 25. května 1929, Mondouzil) byl francouzský politik. Byl představitelem Radikální strany. Mezi 2. březnem a 27. červnem 1911 byl premiérem Francie. Ve své vládě byl zároveň ministrem vnitra a náboženství. V dalších kabinetech byl též ministrem spravedlnosti (1899–1902) a ministrem námořnictví (1913–1914). Jako ministr spravedlnosti předložil roku 1901 zákon o spolcích, který otevřel právnické profese ženám. 21. května 1911 byl účastníkem nehody na letišti Issy-les-Moulineaux, když se letec Louis Émile Train na jednoplošníku vlastní konstrukce pokusil o nouzové přistání. Zabil přitom mj. ministra války Henriho Maurice Berteauxe. Monis vyvázl s vážnými zranění (zlomená noha a těžké pohmožděniny). Monis byl svobodným zednářem.